# Перрі-Гайтс (Огайо)
Перрі-Гайтс (англ. Perry Heights) — переписна місцевість (CDP) в США, в окрузі Старк штату Огайо. Населення — 8391 особа (2020).

## Географія
Перрі-Гайтс розташоване за координатами 40°47′54″ пн. ш. 81°28′8″ зх. д. / 40.79833° пн. ш. 81.46889° зх. д. (40.798468, -81.468819).  За даними Бюро перепису населення США в 2010 році переписна місцевість мала площу 7,52 км², з яких 7,41 км² — суходіл та 0,11 км² — водойми.

## Демографія
Згідно з переписом 2010 року, у переписній місцевості мешкала 8441 особа в 3454 домогосподарствах у складі 2313 родин. Густота населення становила 1123 особи/км².  Було 3709 помешкань (493/км²).
Расовий склад населення:
| - 93,6 % — білих - 2,9 % — чорних або афроамериканців - 0,5 % — азіатів - 0,1 % — корінних американців - 1,0 % — осіб інших рас |

До двох чи більше рас належало 1,8 %. Частка іспаномовних становила 2,2 % від усіх жителів.
За віковим діапазоном населення розподілялося таким чином: 22,9 % — особи молодші 18 років, 59,7 % — особи у віці 18—64 років, 17,4 % — особи у віці 65 років та старші. Медіана віку мешканця становила 41,4 року. На 100 осіб жіночої статі у переписній місцевості припадало 92,0 чоловіків;  на 100 жінок у віці від 18 років та старших — 86,3 чоловіків також старших 18 років.
Середній дохід на одне домашнє господарство  становив 51 965 доларів США (медіана — 43 520), а середній дохід на одну сім'ю — 57 193 долари (медіана — 55 486). Медіана доходів становила 40 789 доларів для чоловіків та 31 355 доларів для жінок. За межею бідності перебувало 14,1 % осіб, у тому числі 21,6 % дітей у віці до 18 років та 4,9 % осіб у віці 65 років та старших.
Цивільне працевлаштоване населення становило 4237 осіб. Основні галузі зайнятості: освіта, охорона здоров'я та соціальна допомога — 27,8 %, виробництво — 15,3 %, роздрібна торгівля — 12,9 %, мистецтво, розваги та відпочинок — 11,9 %.